# Gary Chaw
Gary Cao (9 de julio de 1979 en Kota Belud, Sabah), conocido artística mente como Gary Chaw. Es un popular cantante malayo, uno de los cantantes que se hizo popular en Taiwán. Además, ha realizado una gira de conciertos visitando países como Taiwán, Malaysia, Hong Kong y Singapur. También ha sido un artista reconocido por su gran carisma y su gran técnica vocal. Ha realizado estudios en países como Canadá. Sus estudios superiores los realizó en la Universidad de Auckland en Nueva Zelanda, graduándose en arquitectura.

## Obras musicales

### Composiciones
Gary también ha compuesto para otros artistas.
| Año  | Artista         | Álbum                            | Canciones                            |
| ---- | --------------- | -------------------------------- | ------------------------------------ |
| 1999 | Aaron Kwok      | Ask For More                     | "只有你", "我了", "我的問題你沒回答" |
| 2003 | Huang Ping Yuan | 感謝情人                         | "不要害怕"                           |
| 2004 | S.H.E           | Encore                           | "大女人主義"                         |
| 2005 | Cyndi Wang      | Cyndi with U                     | "睫毛彎彎"                           |
| 2005 | S.H.E           | Once Upon A Time / 不想長大      | "星星之火"                           |
| 2006 | 黃俊源          | My First Album                   | "突然牽手"                           |
| 2006 | Genie Zhuo      | Be Used To / 習慣                | "梁山伯與茱麗葉"                     |
| 2006 | Annie Yi        | Princess A                       | "月兒亮彎彎"                         |
| 2007 | Show Luo        | SPESHOW                          | "幸福獵人"                           |
| 2007 | Vivian Hsu      | Vivi and...                      | "I Still Believe"                    |
| 2007 | Nicholas Teo    | Prince Nicholas / 王子           | "晚安，寶貝"                         |
| 2007 | A-mei           | STAR                             | "一眼瞬間", "微多莉亞的秘密"         |
| 2007 | Landy Wen       | Hot Wava / 熱浪                  | "採花賊"                             |
| 2007 | Genie Zhuo      | Oxygenie of Happiness / 幸福氧氣 | "被你愛過我很快樂"                   |
| 2007 | Cyndi Wang      | Fly Cyndi                        | "飄飄"                               |
| 2007 | 閻韋伶          | 傻孩子                           | "Happy Birthday To Me"               |
| 2007 | Andy Lau        | Everyone Is No. 1 新歌+精選      | "一起嗌"                             |
| 2008 | 羅志祥          | 潮男正傳                         | 為你寫首歌                           |
| 2009 | 言承旭          | 多出來的自由                     | 一半                                 |

## Premios
| Año  | Premios |
| ---- | --- |
| 2006 | - 6th Global Chinese Music Awards, Outstanding Regional Artiste (Malaysia) - TVB 8 Mandarin Music Awards (Hong Kong), Gold for Best Newcomer - Guang Zhou Golden Melody Awards, Gold for Best Male Newcomer - Guang Zhou Golden Melody Awards, Top 10 Golden Melodies for "Superwoman" - Malaysia Entertainment Association, Best Composer for "少年" (shared with Guang Liang) - Malaysia Entertainment Association, Top 10 Original Songs for "少年" (shared with Guang Liang) |
| 2007 | - 18th Golden Melody Awards, Nominated for Best Male Mandarin Singer - 7th Music Chart Awards, Best New Artiste - Hong Kong City Mandarin Music Award, 最佳演繹獎,國語力歌曲獎 (3-7-20-1), 熱爆K歌獎 (兩隻戀人) |
| 2008 | - 19th Golden Melody Awards, Best Male Mandarin Singer |